# Валентич, Никола
Ни́кола Ва́лентич (серб. Никола Валентић / Nikola Valentić; род. 6 сентября 1983, Чаплина) — югославский и сербский футболист, защитник.

## Карьера
Никола Валентич родился в СР Босния и Герцеговина. В начале 90-х семье серба Валентича пришлось бежать от гражданской войны, захлестнувшей Югославию. Прежде чем его семья осела в Белграде, ей пришлось изрядно поколесить по стране, они постоянно меняли место жительства. По приезде в Белград в 11-летнем возрасте по настоянию друга, который хотел заниматься футболом и приобщил его к тренировке, как и почти все его одноклассники записался в школу ОФК. Со временем Никола попал в первую команду, которая выступала во втором дивизионе национального чемпионата. В 2002 поступило предложение из высшей лиги сербского чемпионата, а в 2006 его заметили в Израиле в клубе «Бней Сахнин». В израильском клубе Валентичу пришлось тяжело, по словам футболиста, в стране все настроены против «Бней Иегуды», так как это арабская команда.
Проведя полгода в израильской лиге, появился вариант с махачкалинским «Анжи», в который игрок и перешёл. Проведя два с половиной года в махачкалинском клубе, он перешёл в «Аланию». В сезоне 2009 он был признан лучшим игроком владикавказского клуба.
В начале 2010 года перешёл в футбольный клуб «Сибирь».

## Личная жизнь
Валентич родился в интернациональной семье. Отец — хорват, мать — сербка. Его отец был военным, дослужился до полковника, и когда началась война, он, по словам Валентича, обязан был оставаться на службе, а Никола со старшей сестрой и матерью вынуждены были переезжать по разным городам. Некоторое время семья жила без отца, а однажды даже появилось сообщение, что он погиб, но всё законилось хорошо, и через три месяца отец вернулся домой живым и здоровым.